# キムンタップコップ岳
キムンタップコップ岳（キムンタップコップだけ）は、北海道の二海郡八雲町と瀬棚郡今金町にまたがる標高322mの山である。

## 概要
渡島半島の中央を走る渡島山地北部の山で、周囲にはトワルタップコップ岳など比較的標高の低い山々が連なる。山名はアイヌ語の「キムン・タップコップ（山奥の・こぶ山）」が語源とされる。
今金町からサックルベツ川沿いに山頂付近まで林道が伸びており、開放されている場合は一般車両で進み山頂までは最短で15分ほどで登ることができるが山頂までは藪漕ぎをしないといけないため基本的に残雪期に登られ、その場合は奥沢地区から冬季は除雪されない林道を通って山頂を目指す。